# Percutor (talla lítica)

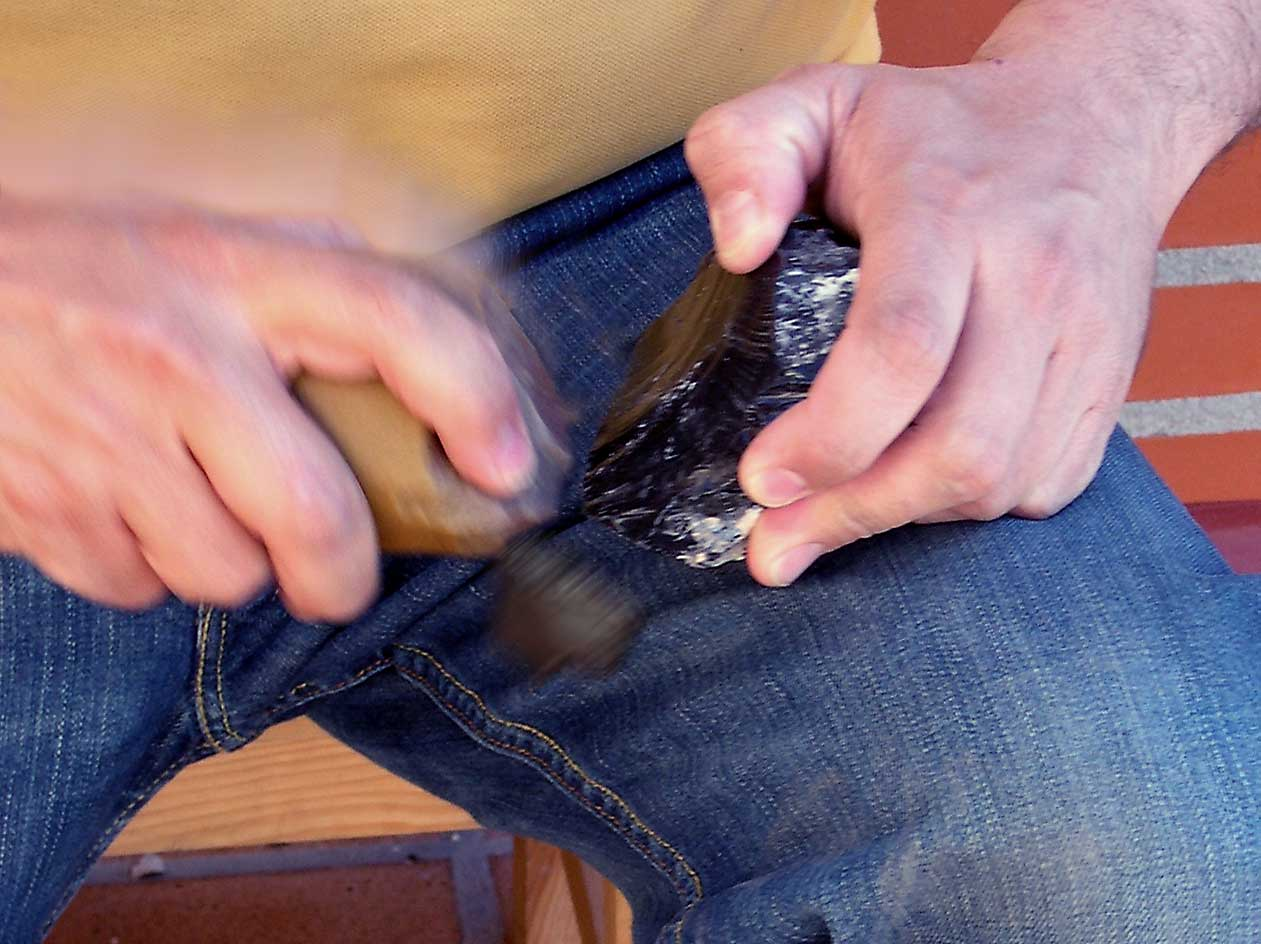
Uso experimental de un percutor.

El percutor es la herramienta que se emplea en la talla de industrias líticas, generalmente prehistóricas, para la obtención de lascas en sentido amplio. A pesar de que el uso de la palabra percutor tiene una denotación precisa (la de herramienta que golpea); en el campo de la Prehistoria y, más concretamente, en el de la tecnología de la piedra tallada, un percutor tiene unas connotaciones más amplias, dependiendo de la técnica empleada cuando se recurre a él: percutor duro, percutor blando o elástico, percutor indirecto a través de una pieza intermedia (puntero) y compresor (del que hay múltiples variantes).
En cualquier caso, un percutor en la talla lítica tiene siempre la misma función, la extracción de piezas de lascado (sean lascas, hojas u hojitas) para la fabricación de herramientas de piedra por medio de una serie de técnicas extremadamente variadas y, a veces, tan sofisticadas, que aún no han sido desveladas.

## Tipos de percutor
A lo largo del periodo de tiempo en que el ser humano ha fabricado herramientas de piedra tallada (no sólo durante la Prehistoria) se han empleado distintas técnicas y diferentes clases de percutores. La siguiente es una enumeración básica, pues ciertos procedimientos son tan sofisticados que en ellos intervienen una serie importantes de artefactos especializados en el lascado.

### Percusión directa

#### Percutor durmiente o pasivo
Es una gran piedra que, bien asentada en el suelo, sirve para diversos fines, siendo el más obvio el golpeo con la pieza a trocear, obteniendo generalmente grandes lascas. La técnica del percutor durmiente es poco conocida porque ha sido poco experimentada, si bien se conoce que se usó durante el Paleolítico Inferior para obtener lascas de gran tamaño que, a su vez, serían soportes para ciertos utensilios. Las grandes lascas eran soportes muy apreciados, pues necesitaban muy poca transformación, con lo que se ahorraba esfuerzo en su manufactura. El problema del percutor durmiente es que se manejan piedras de gran tamaño, lo que implica un escaso control sobre el resultado y numerosos golpes fallidos, al menos hasta adquirir la fuerza y la pericia suficientes.

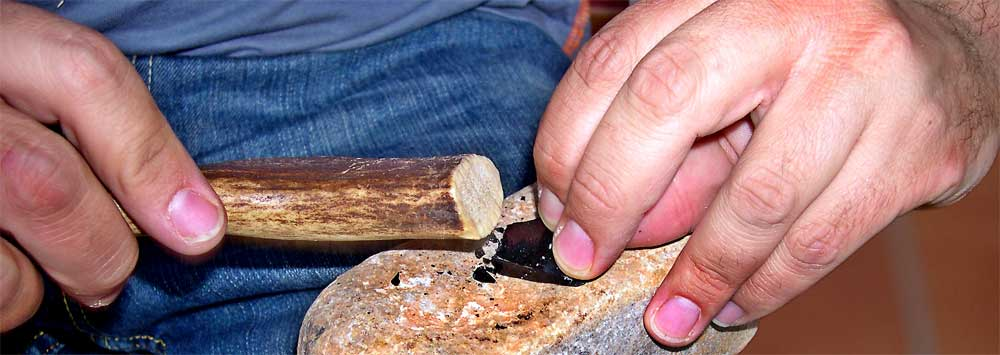
Retoque por percusión directa sobre un yunque de piedra.

Otra forma de emplear el percutor durmiente como yunque es más propia de periodos avanzados (a partir del Paleolítico Superior). Aunque se basa en el empleo de una piedra sólidamente asentada, el concepto técnico es completamente diferente: se trata de apoyar lascas u hojas líticas sobre el yunque y llevar a cabo un retoque abrupto por repercusión en un lado (dorso) o extremidad (truncadura) obteniendo retoques así, cruzados ortogonales (es lo que se llama retoque abrupto). También se ha podido experimentar el retoque sobre yunque de piedra por medio de una fuerte presión, obteniendo así un borde retocado regular y monofacial.

#### Percutor duro activo

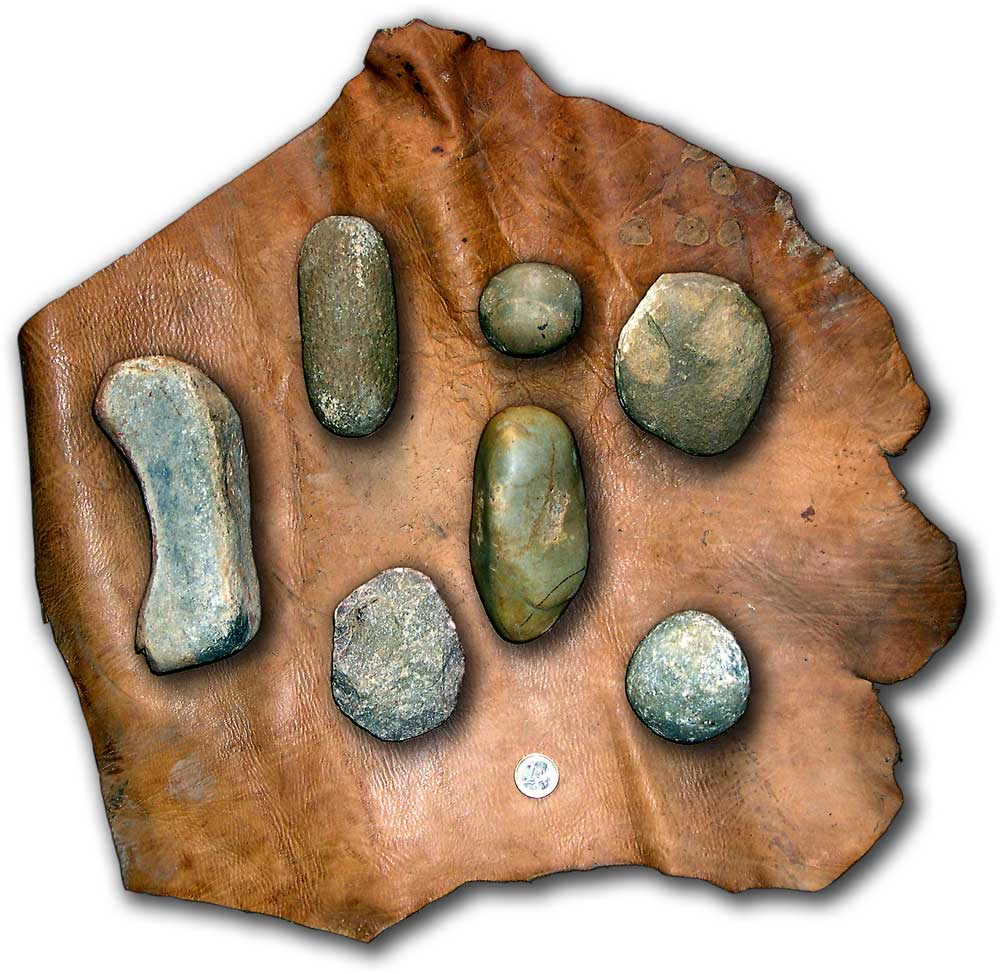
Varios tipos de percutor duro.

Es un simple canto trabajado que se usa como martillo para golpear la roca, sujetándolo directamente con la mano. El percutor duro es y ha sido el más utilizado a lo largo del periplo humano, pues aunque se usen otros tipos de percutores como herramientas principales para la talla, los de piedra son herramientas subsidiarias para preparar el terreno (por tanto, nunca puede ser utilizado como un argumento cronológico). La percusión dura es la primera en aparecer y la única que se conoce durante, al menos, dos millones de años (hasta que se incorpora el percutor blando); se empleó para la fabricación de útiles a lo largo de toda la cadena operativa, hasta que la tecnología lítica mejoró. Entonces el percutor duro quedó relegado a las primeras fases de elaboración de un artefacto: el desbastado inicial, la hechura primaria (la creación de preformas, que luego serían refinadas con percutor blando o por presión), el ataque de planos de percusión inaccesibles para el percutor blando, la preparación de plataformas de percusión en determinados núcleos, etc.
A pesar de que hay testimonios indirectos de su larga persistencia, la arqueología ha sacado a la luz muy pocos percutores. Entre los más antiguos son los citados por Jean y Nicole Chavaillon tanto en Gomboré 1B, como en Melka Kunturé e, incluso, Olduvai (capas I y II): Los percutores duros activos se distinguen por su forma oblonga con uno o dos bordes activos con numerosas marcas de choques y, a menudo, pequeños lascados (astillamientos), así como algunas fisuras. Éstos, se reconocen por las numerosas huellas de golpes que tienen (microestrellas, conos de percusión, fisuras, lascados fortuitos...).
Es posible que en las excavaciones antiguas y poco sistemáticas pasasen desapercibidos, pero también se ha dicho que los buenos percutores de piedra eran tan apreciados, que el artesano sólo los abandonaba cuando quedaban inútiles. Semenov habla de un yacimiento rico en percutores (el de Polivanov, Rusia), pero, como el resto de ellos, son casi todos del Neolítico en adelante. El tamaño de los percutores duros depende de su función: los hay muy grandes para el desbastado, los medianos sirven para la hechura, los pequeños son herramientas auxiliares para preparar plataformas de percusión, o retocar lascas. Respecto a la forma, los hay circulares, ovalados, rectangulares.... De hecho, la forma depende mucho del estilo del artesano (al menos por lo que respecta a los prehistoriadores que experimentan con la talla del sílex, y que adquieren estilos, posturas y gustos distintos).
A pesar de que los percutores de piedra son más propios de la extracción de lascas anchas y cortas, usados con maestría pueden conseguir un control muy preciso del troceado de la roca. De hecho, se han atestiguado casos de extracción de hojas líticas con percutor duro, principalmente en el Paleolítico Medio europeo (casi siempre hojas Levallois), pero también en el Superior y en el Epipaleolítico. Cierto que la extracción de hojas es más efectiva con otras técnicas, pero hay suficientes indicios para afirmar que también se puede hacer con percutor duro. Incluso hay casos excepcionales e inauditos de extracción de hojas de obsidiana de más de 30 centímetros en el México precolombino y en la antigua Etiopía (en ninguno de los casos los tallistas experimentales modernos han sido capaces de recrear los métodos, por lo que éstos son, en ambos casos, un misterio por resolver).

#### Percutor blando directo
Se trata de un fragmento de asta de cérvido o de madera dura que se utiliza para golpear la roca y extraer lascas. Los percutores blandos suelen tener unos 30 o 40 cm de largo y el tamaño idóneo para asirlos en la mano. El material del que están hechos es muy variado, ya a lo largo de su historia los humanos han cazado muchas especies de cérvidos en todo el globo, pero los tallistas experimentales aprecian concretamente los de reno o de caribú (si bien, los de ciervo son los más comunes y asequibles). En el caso de la madera, sólo sirven las especies de material especialmente dura: boj, acebo, tal vez encina, por ejemplo. En cualquier caso, el percutor duro se desgasta con su uso con relativa rapidez, cada golpe se come un poco del percutor, de hecho, aquellos percutores que están hechos de madera duran muy poco. Los de asta duran algo más, pero al final acaban quebrándose por la fatiga del material. La observación a ojo desnudo revela que el sílex (o cualquiera que sea la roca tallada) deja pequeñas partículas incrustadas en el percutor, astillitas y esquirlas pétreas.

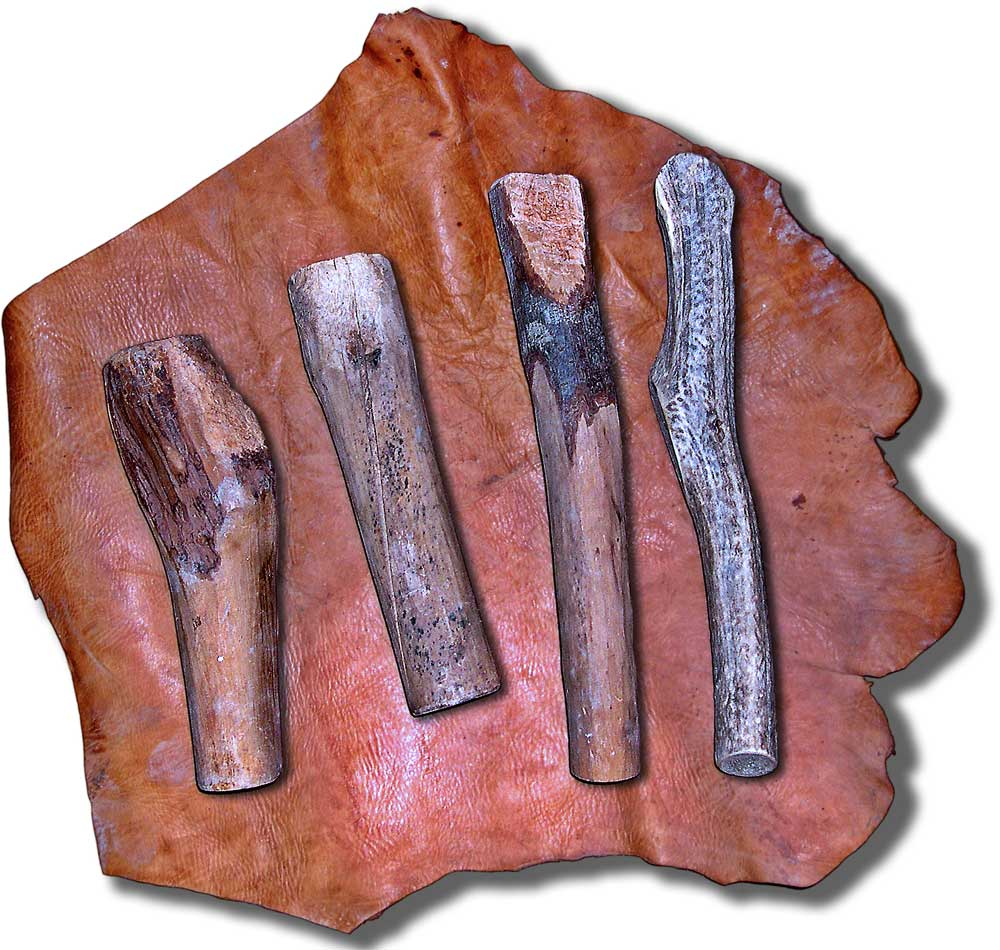
Percutores blandos:
de madera de boj, de acebo, de encina y cornamenta de cérvido.

En las excavaciones arqueológicas, los percutores blandos son más raros aún que los duros, ya que son orgánicos y, por tanto, perecederos. François Bordes y Denise de Sonneville-Bordes exhumaron uno en los estratos solutrenses más recientes de la cueva de Laugerie-Haute (Dordoña). La pieza estaba rota en varios fragmentos e incompleta, pero conservaba el extremo funcional, donde pudieron observarse las marcas de los golpes y, al microscopio, eran visibles los trocitos de sílex incrustados. Los análisis petrológicos determinaron adicionalmente que se trataba del mismo tipo de sílex que las piezas talladas extraídas de la misma capa arqueológica.
La contrapartida a esta fragilidad son una serie de ventajas derivadas de la elasticidad y de las propiedades frente a la tensión-deformación de este tipo de percutores. El percutor blando tiene un límite de fluencia inferior al de la roca, eso haría pensar a un lego que es imposible tallar sílex o cuarcita con un trozo de madera o de asta; sin embargo, su límite de elasticidad es muy superior, lo que hace que soporte más tensión y que sea la roca la que se rompa, en lugar del percutor (esto no ocurre, en cambio con el hueso; los percutores de hueso suelen ser inapropiados para la talla, de hecho el hueso es más bien una materia prima tallada, al igual que las rocas).

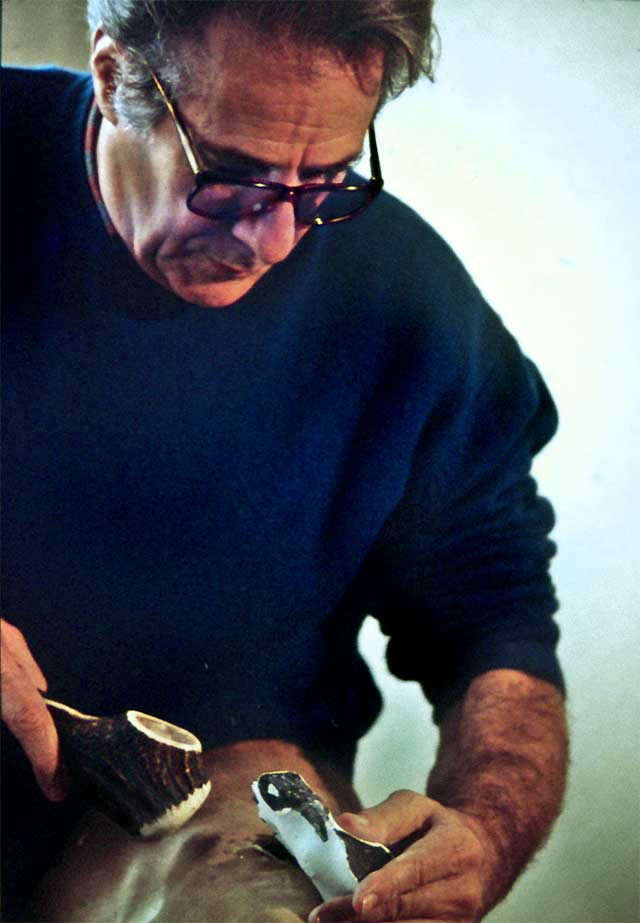
El profesor Tixier experimentando con percutor blando.

Por otro lado, durante la percusión misma, que dura milésimas de segundo, el percutor blando, al ser un elástico lineal no-isótropo, varía su estado tensional y aumenta su energía interna en forma de energía potencial elástica. En el momento en que la roca llega a su límite de elasticidad y se rompe, la energía potencial se libera y el percutor recobra su forma original. Por otro lado, debido también a su elasticidad, la superficie de contacto entre percutor y roca es mayor, puesto que este se adapta al plano de percusión. La zona percutida es mayor también, por eso el arranque de la fractura es más difuso que si usásemos una piedra, por eso el concoide es también menos acusado. Es un proceso tan rápido que es invisible al ojo humano, pero sus consecuencias han sido aprovechadas desde hace más de un millón de años. Todo esto, que es tan teórico, se traduce al nivel práctico, desde el punto de vista del artesano tallista, en un mayor control sobre la talla, en unos resultados más fáciles de dirigir, y en un lascado más preciso y definido; en pocas palabras, la talla es más eficiente y sus resultados más eficaces (los artefactos tallados con percutor blando tienen un acabado mucho más fino que aquellos en los que sólo se ha usado el percutor duro).
El Percutor blando aparece durante el Paleolítico Inferior, concretamente en el Achelense (es muy ostensible en ciertos bifaces), hace 700 000 años en África y hace medio millón en Eurasia. No obstante el percutor blando no desbanca al percutor duro, al contrario, se complementa con él. Lo habitual es hacer el desbastado o preparación de la pieza con percutor duro, y el acabado con percutor blando, con lo que lo más habitual es que los objetos tallados tengan cicatrices de ambos tipos de percutor. De hecho, la cosa no es tan sencilla: a menudo las piezas terminadas y utilizadas se reciclaban, se reafilaban, posiblemente con percutor duro, con lo que habría varias fases alternas de percutor duro y blando. Otras veces, en el caso de los núcleos, aunque la extracción de lascas u hojas se hiciese con percutor blando o por presión (vide infra), el percutor duro era necesario para preparar la plataforma de percusión y eliminar salientes que pudieran desbaratar la operación.
Los experimentos de talla del profesor Luis Benito del Rey, profesor titular de Prehistoria en la universidad de Salamanca, sirven para distinguir, con cierto grado de precisión aceptable (pues nunca hay certeza completa), las cicatrices de la talla por percusión directa con percutor duro y las del percutor blando comparadas entre sí.
| Percusión directa con percutor duro | Percusión directa con percutor blando |
| --- | --- |
| | |
| Genera piezas gruesas, de bordes irregulares y filos poco agudos (a veces, con restos de corteza natural de la roca) | Obtenemos piezas más delgadas y regulares, con aristas mucho más agudas |
| Vistos de perfil, los filos son sinuosos porque los negativos de los lascados son marcados y bastante profundos | El filo, visto de perfil, es relativamente rectilíneo o, cuando menos, alabeado, es decir, torso, pero sin irregularidades marcadas |
| A veces, las sinuosidades producidas por los contraconcoides más marcados pueden ser rectificadas por una retalla, también con percutor duro; de este modo, la arista de perfil, es zigzageante | Los contraconcoides son difusos y poco profundos, lo que no impide que, a menudo, se perfeccione la arista con una retalla mucho más cuidada que, en realidad, refuerza el filo |
| Las improntas dejadas por las lascas extraídas por medio de la talla directa con percutor duro son más grandes y menos numerosas | Los lascados del percutor blando directo son más largos que anchos, invasores, poco profundos, a veces de menos de un milímetro de grosor |
| Las lascas obtenidas por este procedimiento son más anchas que largas, y son más estrechas en la parte proximal que en la distal, con un talón grueso (generalmente, plano o diedro) y un cono de percusión y un concoide muy marcados. Los nervios que separan unos lascados de otros son fáciles de ver. | Es difícil distinguir los nervios que separan los lascados de la percusión blanda debido a que sus bordes son extremadamente finos y se solapan de manera imprecisa. Las lascas tienen bordes tan finos que son translúcidos. Su talón es lineal o puntiforme y a veces tienen una cornisa sobre el concoide, en lugar de cono de percusión |
| Tanto si las lascas son subproducto de la talla de un utensilio, por ejemplo un bifaz, como sin son lascas extraídas de un núcleo bifacial, no hay forma de distinguirlas, por eso no hay seguridad de si se trata de desechos (a no ser que se hiciesen estudios trazalógicos)                            | Las lascas de la talla o el retoque de utensilios son, casi siempre, subproductos muy característicos (fácilmente identificables). Las que se extraen de núcleos preparados para el percutor blando, en cambio, son lascas específicas que nunca se confundirían con desechos de talla                                                      |
| Cuando fabricamos bifaces (o piezas bifaciales) por esta técnica, su sección es poligonal, prismática, bastante irregular y asimétrica | La sección de un artefacto bifacial tallado con percutor blando tiende a ser lenticular, con ángulos muy agudos |
| Los estigmas derivados de la percusión directa con percutor duro activo son imposibles de discernir de los obtenidos con un percutor duro durmiente o pasivo (los experimentos demuestran que es posible fabricar un bifaz con un percutor durmiente)                                                      | Los estigmas de la talla con percutor blando suelen solaparse a otros anteriores propios del percutor duro, ya que era habitual comenzar una pieza con percutor duro hasta obtener un esbozo o preforma, y terminarla con percutor blando                                                                                                   |
| La pieza tiene un aspecto pesado, tosco, primitivo, aunque tal circunstancia no puede ser tomada como indicador cronológico o evolutivo, pues hay numerosas circunstancias que pueden haber influido | El resultado final es un artefacto elegante, bastante regular, simétrico, muy bien acabado y de aspecto general más delicado. Estos elementos tampoco pueden considerarse rasgos cronológicos. |

El percutor blando directo se usó a lo largo del Paleolítico Superior de Eurasia para la obtención de hojas y hojitas, mediante una preparación específica. Los tallistas prehistóricos llegaron a obtener hojas de más de medio metro de longitud. Aunque los experimentos han podido recrear los métodos empleados, son todavía escasamente conocidos y los resultados están sujetos, a menudo, a accidentes de talla y comportamiento fortuito de la materia.

### Percusión indirecta y presión

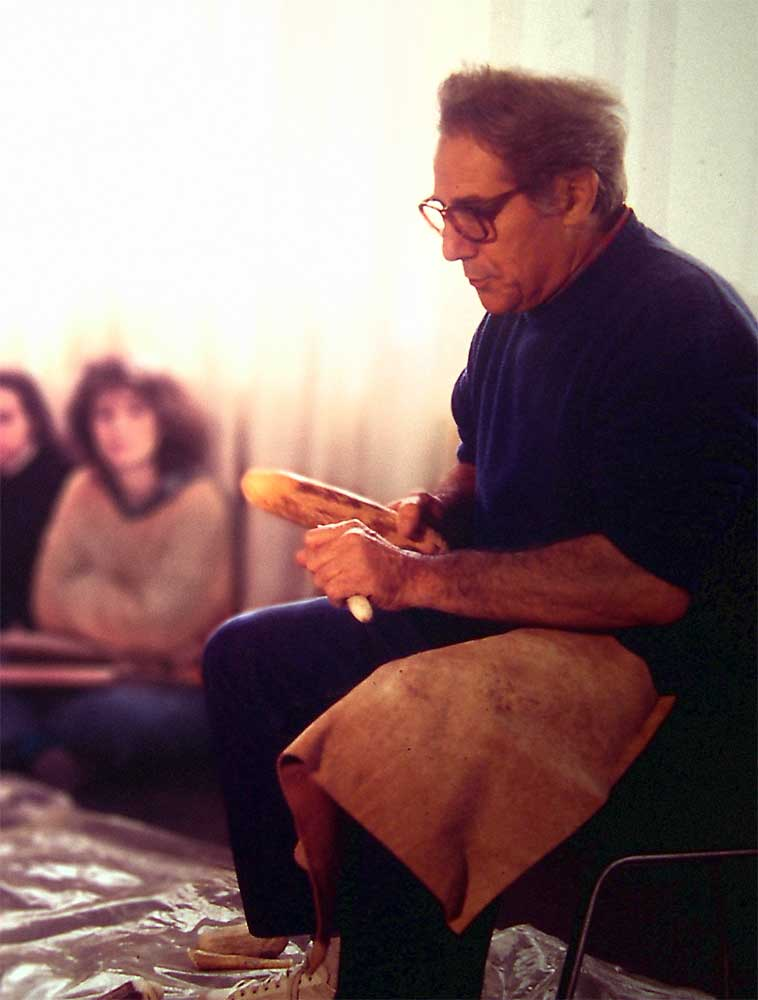
Demostración de cómo colocar la pieza intermedia.

Tanto la percusión con pieza intermedia como la talla por presión comparten puntos técnicos comunes, entre ellos la dificultad de distinguir las cicatrices que dejan una y otra. Los núcleos que quedan de ambos son, en cambio, completamente diferentes. En el caso de la presión ya no podemos hablar de un percutor en el sentido estricto de la palabra, pues los compresores, es decir, las herramientas utilizadas, no golpean, únicamente presionan con tanta fuerza que superan el límite de elasticidad de las rocas, rompiéndolas según el modelo de fractura concoidea. Por esa razón es difícil no relacionar los compresores con los percutores.

#### Percutor con pieza intermedia (puntero)
La talla con pieza intermedia es una técnica especializada a la obtención de hojas líticas, es uno de los pasos de un Método de extracción laminar, lo que quiere decir que por sí solo no tiene valor, ya que necesita una preparación previa del núcleo y continuos gestos de mantenimiento del mismo (hecho esto, el trabajo es muy similar al de un cantero con su maza y su cincel). Si consideramos que el núcleo está listo, hay dos formas conocidas de usar el puntero o pieza intermedia:
- La primera es sujetar el núcleo entre las rodillas, con la plataforma de percusión hacia arriba y la cara de extracción hacia afuera. Se coloca el extremo del puntero en el lugar donde queremos extraer la hoja y golpearlo decididamente con un percutor de asta que actúa como una maza. Es un sistema por el que consiguen buenos productos: hojas u hojitas alargadas y de tamaño mediano y muy estandarizado, pero con una fuerte curvatura general.
- La segunda es sujetar el núcleo bajo los pies. Así se consiguen hojas mucho más rectas, pero más pequeñas o, si se intenta aumentar su tamaño, también aumentan los accidentes de talla.

Se supone que la percusión indirecta con puntero aparece en el Paleolítico Superior, y que convive con la percusión directa. De todos modos las cicatrices de estas técnicas son imposibles de distinguir, salvo en casos excepcionales. De hecho, es difícil identificar los punteros de hueso en las excavaciones, pues apenas tienen marcas características, es decir, diferentes de una percusión con cualquier otro propósito. Ejemplos propuestos son el de la cueva de Fageolet (Dordoña), datado en el Gravetiense, los de Villevallier y Armeau (Yonne), ambos neolíticos, y los de Spiennes (Bélgica), de mismo periodo.

#### Compresor

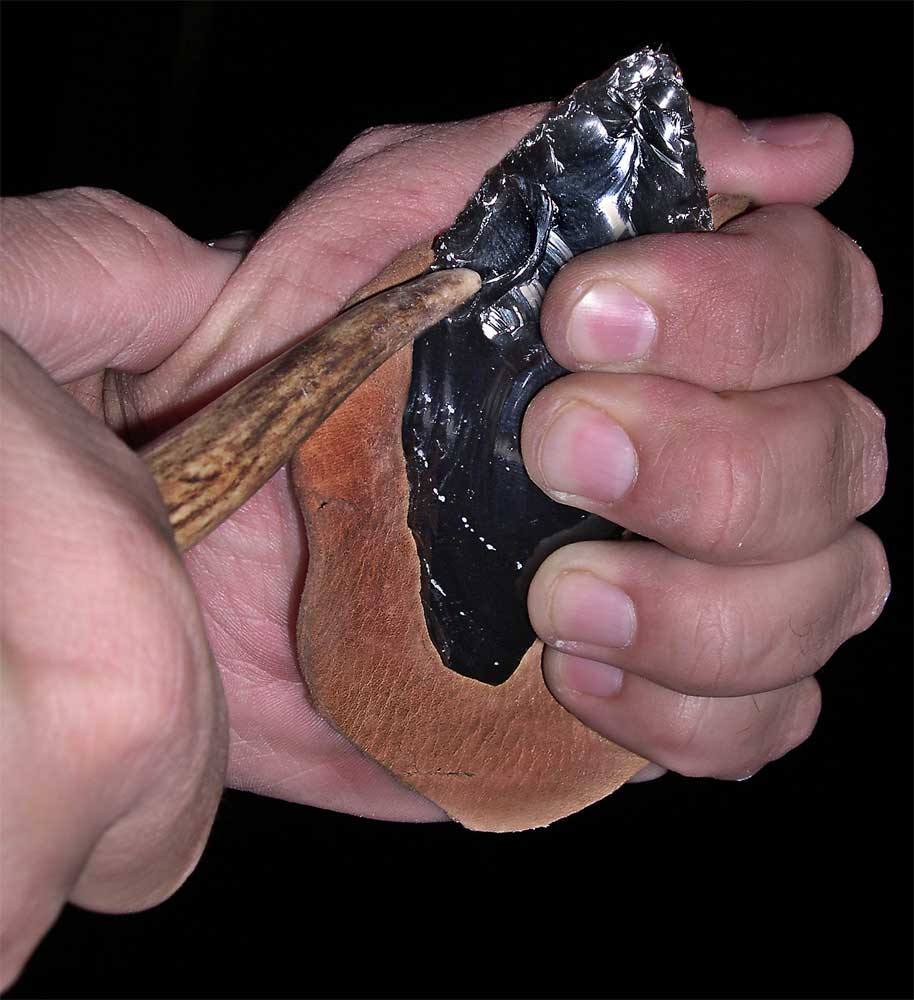
Retoque experimental por presión con un compresor de asta de cérvido.

A diferencia de la técnica por percusión indirecta con puntero, la talla por presión con compresores no sólo sirven para la extracción de productos de lascado (concretamente hojas líticas), también sirve para el retocar útiles. De hecho la talla por presión para obtener hojas incluye un amplísimo repertorio de métodos, no todos ellos conocidos por los investigadores. Todos estos métodos requieren cierto nivel de especialización, como se ha demostrado en las experiencias de talla. Por esa razón (su complejidad) y por el hecho de que no hablamos propiamente de un percutor, trataremos este apartado muy someramente.

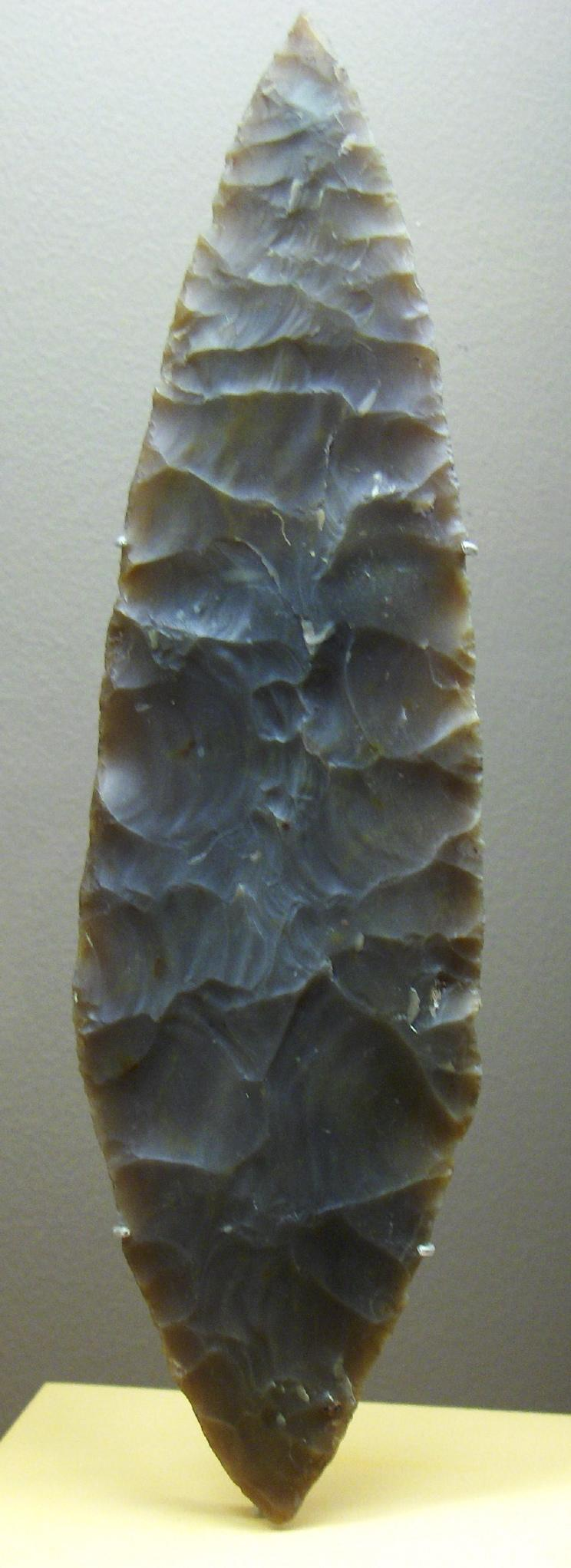
Hoja de laurel solutrense

Básicamente hay un método de retoque por presión, llamado retoque cubriente subparalelo (por su aspecto morfológico) que fue redescubierto por el arqueólogo y experimentador americano Donald E. Crabtree en los años 70, y profundizado por este mismo arqueólogo con la colaboración de Butler, Tixier y otros más. También han profundizado otros muchos, pero este tipo de retoque se conoce bastante bien (de hecho, en América es ya propio de aficionados a la fabricación y venta de réplicas de gran precisión, como recuerdo del patrimonio aborigen de ciertas regiones) y el interés de los investigadores, prehistoriadores experimentales, ha pasado a la extracción de hojas por presión. Para efectuar esta técnica hay que sujetar la pieza sobre la palma de la mano izquierda con fuerza (poder sujetar firmemente el artefacto lítico es uno de los problemas más difíciles aprender), el compresor se sostiene con la derecha u se hace palanca sujetando la mano izquierda entre el pulgar y el resto de los dedos, presionando con toda la fuerza posible. El compresor puede ser de asta o de marfil (a veces con un sílex incrustado en la punta), pero en el Calcolítico, que debe ser considerada la edad de oro de este tipo de retoque por las piezas magistrales conseguidas, el compresor podía tener una punta de cobre. Si la técnica se hace bien, los retoques suelen ser muy regulares, paralelos y muy planos, cubrientes.
Por su parte, si hay una la Edad de plata del retoque por presión, debe ser el Solutrense, en el Paleolítico Superior (siendo el caso más paradigmático el de las hojas de Laurel); aunque la técnica se conocía de antes, apenas se usaba. Después desapareció durante un tiempo y volvió a aparecer en el Neolítico, perdurando durante largo tiempo en piezas foliáceas de diverso tamaño (desde la punta de una flecha de piedra, hasta los puñales ceremoniales aztecas, pasando por las puntas de la Cultura Clovis o los cuchillos predinásticos egipcios).
El caso de la obtención de hojas por presión es muy diferente y mucho más complicado. Por lo que no lo trataremos aquí, aunque enumeraremos los métodos, nada más:
- Extracción de hojas en la mano con la ayuda de un simple compresor de asta de cérvido: si el sílex es de buena calidad se consiguen hojas de hasta cuatro cm de longitud y 7 mm de ancho, pero la dificultad de sujetar firmemente el núcleo va creciendo a medida que la explotación avanza y este se hace más pequeño, por eso menudean los accidentes de talla.
- Extracción de hojas con un compresor y con un sistema de fijación del núcleo a la mano (una pieza con una ranura donde se coloca el núcleo y que puede ser de madera, hueso o asta). Los resultados no son significativamente mejores, pero sí más homogéneos, evitándose la mayor parte de los accidentes de talla
- Extracción de hojas con un sistema de fijación del núcleo a la mano y la ayuda de un bastón-compresor apoyado en la axila: método ya experimentado por Crabtree, permite aumentar la fuerza con que se presiona el núcleo obteniendo, así, hojas ligeramente más grandes y minimizando los accidentes de talla.
- Extracción de hojas sujetando el núcleo en el suelo por medio de mecanismos fijadores de madera y usando bastones-compresores (muletas) apoyados en el pecho o en el abdomen. La postura del artesano puede ser de pie (aprovechando su peso para presionar) o sentado (menos fuerza, pero más control). Las hojas obtenidas ya rozan los quince centímetros de largo, pero, además, son más estandarizadas, más homogéneas, y se puede explotar mucho más el núcleo, hasta su agotamiento total.
- Extracción de hojas sujetando el núcleo en el suelo por medio de mecanismos fijadores de madera y usando bastones-compresores (muletas) apoyados en el abdomen. la postura del artesano de pie permite aprovechar el peso para presionar; pero el verdadero truco consiste en un rebaje en el bastón, para que este pueda curvarse, haciéndolo más flexible, es decir, añadiendo al peso del cuerpo, la energía potencial del bastón combado.
- Extracción de hojas sujetando el núcleo en el suelo por medio de mecanismos fijadores de madera y usando bastones-compresores con palanca apoyados en el abdomen. La postura del artesano es sentada y agarrando el bastón por el extremo opuesto, tirando de él hacia arriba. Así, la palanca ataca el núcleo con una fuerza superior a los 300 kg. Con este sistema, aún en fase de investigación, se han llegado a obtener hojas de más de 25 centímetros.

La extracción de hojas por presión tiene la ventaja, sobre la percusión indirecta con puntero, de producir piezas mucho más rectilíneas, y no curvadas, como ocurría con el otro método.

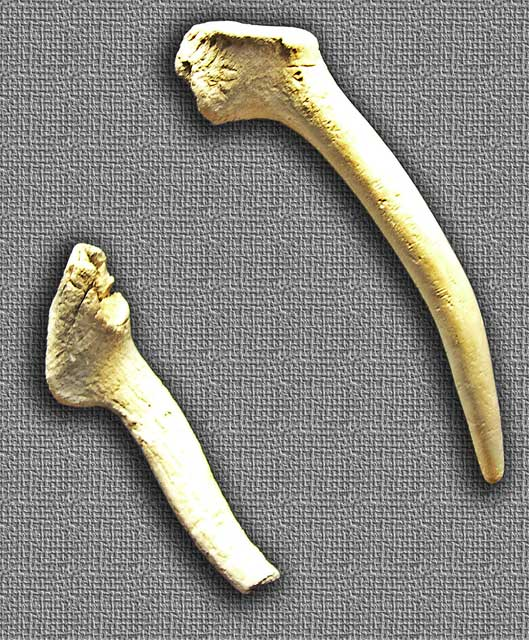
Retocadores de asta de cérvido procedentes del yacimiento de «Los Cercados», en Mucientes, Valladolid.

Lo cierto es que la extracción de hojas comenzó, a partir del final del Paleolítico, a ser un método cada vez más complejo y sofisticado en el que, como vemos, los percutores son sólo uno de los instrumentos empleados. A medida que la extracción de hojas se perfecciona, se van añadiendo complementos: primero la pieza intermedia o puntero para la talla indirecta, después los guijarros abrasivos para preparar plataformas de percusión, seguidamente los compresores con mango, más tarde los sistemas de fijación del núcleo (los primeros servían para retenerlos en la mano, después en los pies, y por último autónomos, pero cada vez más complejos), estos últimos unidos a las muletas o bastones-compresores (al principio se apoyaban en el hombro, después en el abdomen y por último en el pecho), a las que se añadía una punta de hueso, asta o cobre, un mecanismo de palanca y un rebaje para aumentar su elasticidad y, por tanto su energía potencial. Todo esto señala a un oficio cada vez más especializado, probablemente enfocado al comercio; al menos desde el Calcolítico. Sin duda hubo talleres especializados que abastecían zonas más o menos amplias, a partir de la fuente de origen de la materia prima. Un buen ejemplo de esto último son las larguísimas hojas de sílex de Varna (Bulgaria), que podían alcanzar los 44 centímetros de longitud, estaban hechas de un sílex importado y sólo aparecían en las tumbas más ricas datadas en el Cacolítico (4 000 a. C.-3 500 a. C.).
Caso opuesto es el del yacimiento vallisoletano de «Los Cercados» (municipio de Mucientes). Allí aparecieron una serie de vestigios de la Edad del Cobre, básicamente pozos rellenos de restos arqueológicos. Uno de ellos deparó una serie de utensilios propios de un artesano, especializado en la talla del sílex autóctono: desechos de talla, productos de desbastado, lascas, útiles desechados y sobre todo percutores de piedra y lo que se han denominado retocadores de hueso (este tipo de piezas raramente se conservan, por eso son tan importantes). Al parecer en este yacimiento se especializaron en piezas foliáceas, puntas de flecha por ejemplo, y dientes de hoz; es decir, se trataba de una producción regionalizada destinada al uso doméstico.

### Percutores metálicos modernos
La talla de la piedra, como es sabido, es una de las formas humanas de manifestación artística y se emplea tanto en la escultura, como en la arquitectura. Incluso, actualmente el sílex y otras rocas de fractura concoidea, se emplean como materiales de construcción, bien como sillares, bien como recubrimiento estético. Sin embargo ese fenómeno no atañe a este artículo. En cambio, la talla del pedernal o de otras rocas, a la manera prehistórica, ha subsistido en instrumentos agrícolas (hoces, trillos..), piedras de chispa (mecheros de yesca, armas de fuego de pedernal...) e, incluso fabricantes de gemas semipreciosas de la India y otros países, la diferencia suele radicar en que se usan percutores con aleaciones metálicas modernas.

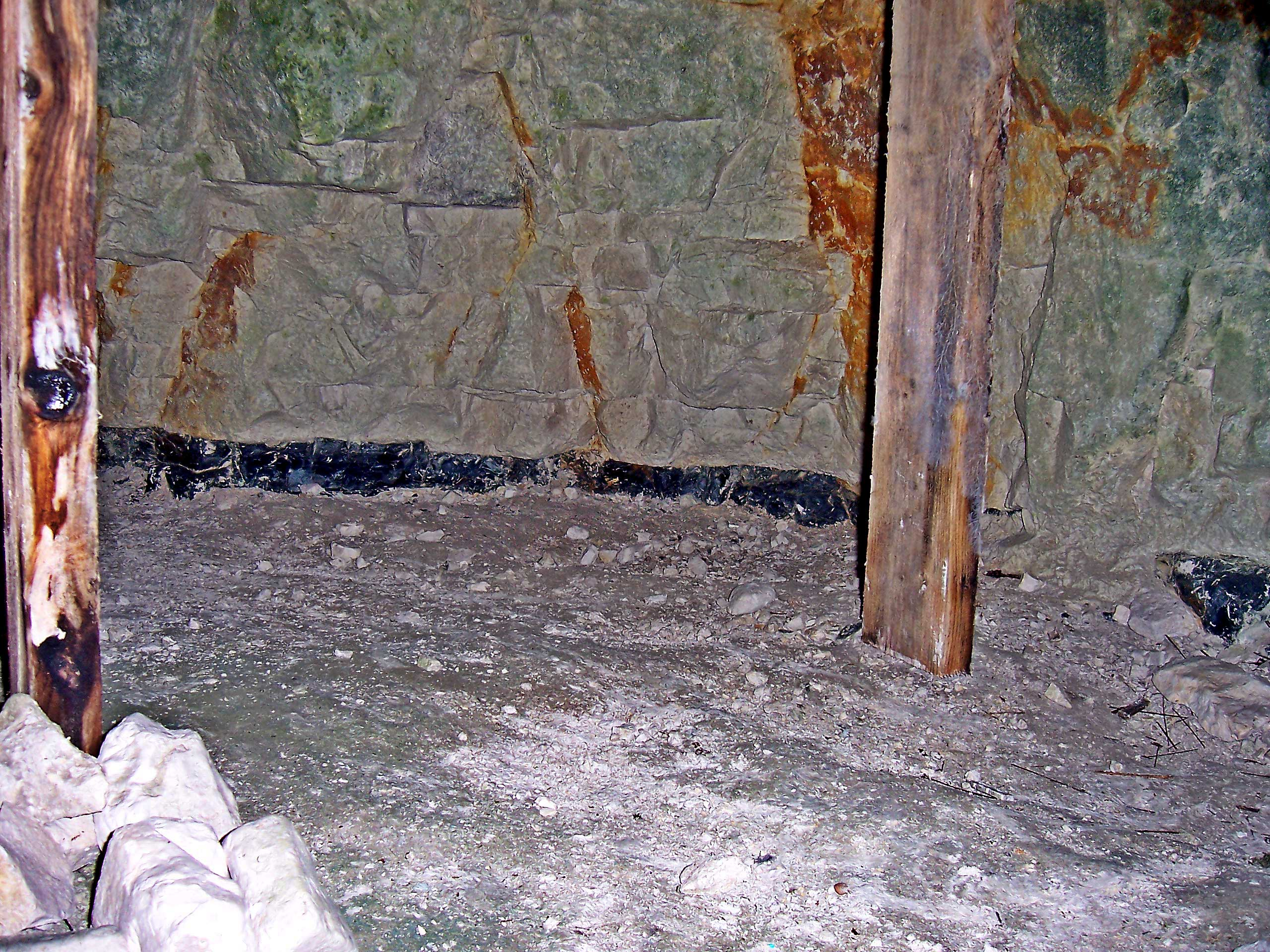
«Grimes Graves»: las minas de sílex del Neolítico de Brandon, Inglaterra.

- Al norte de la región inglesa de Suffolk hay una rica tradición de talla del sílex, cuyo núcleo neurálgico es la localidad de Brandon (de hecho, se conservan minas de sílex prehistóricas, probablemente neolíticas, llamadas «Grimes Graves»). Al parecer, desde los orígenes históricos del pueblo, en el siglo XIV, se usába el sílex como material de construcción (incluido el puente sobre el río que le dio relevancia estratégica), pero a partir de la aparición de la pólvora, muchos de los artesanos de Brandon se dedicaron a fabricar piedras de chispa para armas de fuego. Aunque los avances bélicos acabaron con esta actividad, a mediados del siglo XX, aún quedan algunos maestros tallistas que usan diversos martillos metálicos.

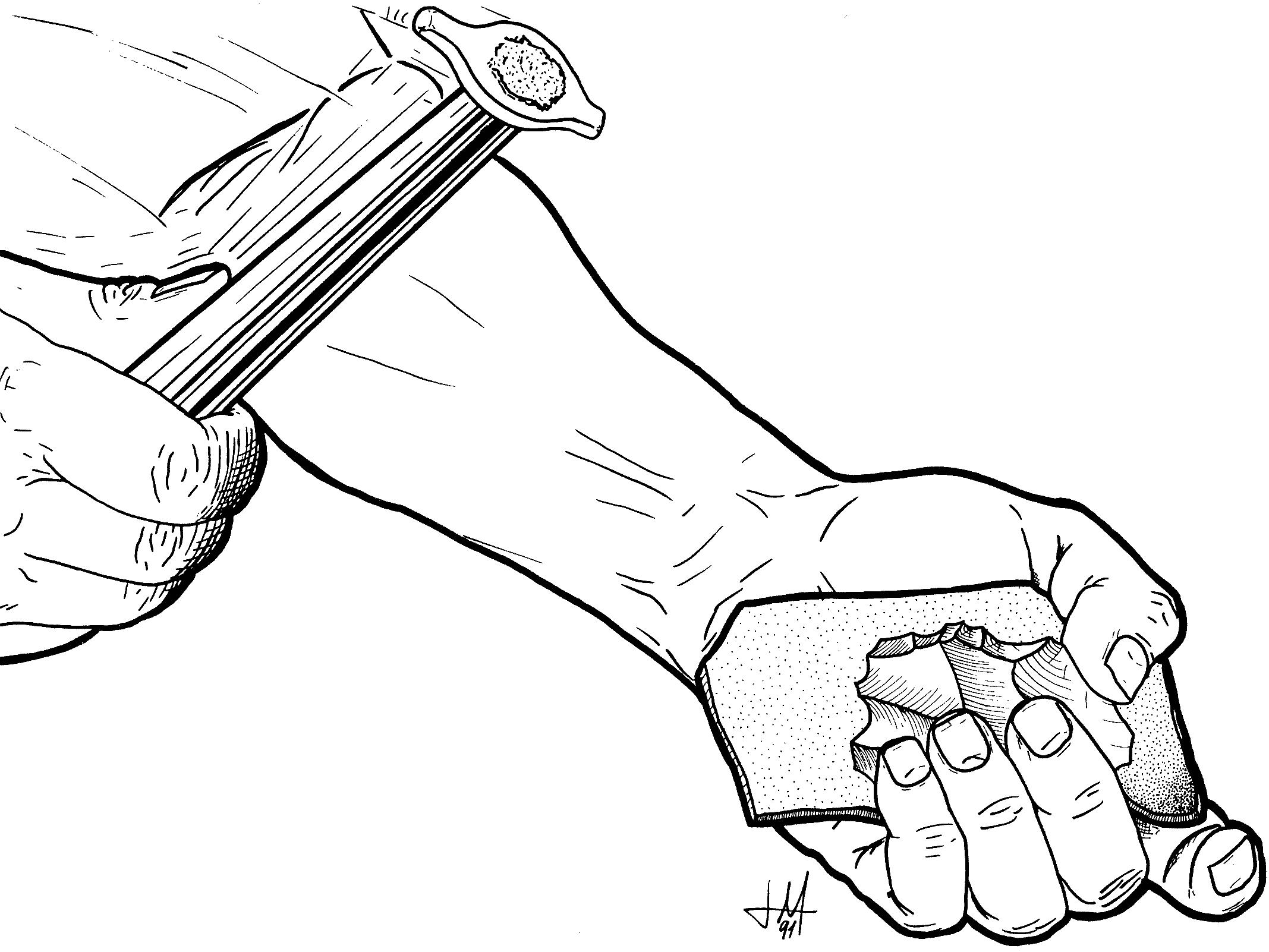
Talla del sílex a la manera prehistórica con percutor metálico moderno.

- Hasta hace unas décadas, en pueblos españoles como Cantalejo (Segovia), se tallaba el sílex para la fabricación de trillos agrícolas. La técnica de talla del sílex era muy sencilla y estandarizada, destinada a obtener lascas anchas y cortas, pero resistentes, de unos tres centímetros. Para ello se usaban diferentes martillos, destacando el percutor usado en la fase final, la del lascado propiamente dicho: se trataba de una piqueta de mango largo y estrecho, de madera, con un cabezal metálico pequeño, casi diminuto, con dos extremos finos y prominentes. La masa metálica de este tipo de percutores era muy reducida en comparación con su larga y flexible empuñadura que, además de aumentar la velocidad del golpe, combinba la energía potencial del mango de madera con la dureza del pequeño pico metálico. Así, se obtenía un proceso de percusión dura directa, con repercusión blanda, elástica.[17]

- En la región de Guyarat (India) todavía existen artesanos que fabrican gruesas cuentas de collar de calcedonia por mediio de la talla. Esta actividad se concentra en la ciudad de Cambay (o Khambhat) y tiene ciertas particularidades; ya que utiliza la técnica del contragolpe entre un percutor pasivo metálico puntiagudo y otro percutor activo de cuerno de búfalo indio. Los artesanos dan forma a las cuentas, sujetándolas contra el percutor metálico y golpeándolas con el de cuerno, haciendo saltar trocitos poco a poco, siendo el resultado muy eficiente. Aunque la técnica persiste hoy día, se sospecha que debió aparecer en tiempos muy antiguos, quizá con los primeros instrumentos de metal, en el Calcolítico.[18]

Sin duda existen más ejemplos, pero éstos pueden servir para ilustrar la actividad de los percutores modernos cuando se talla a la manera prehistórica.